# Tsui Lap-Chee

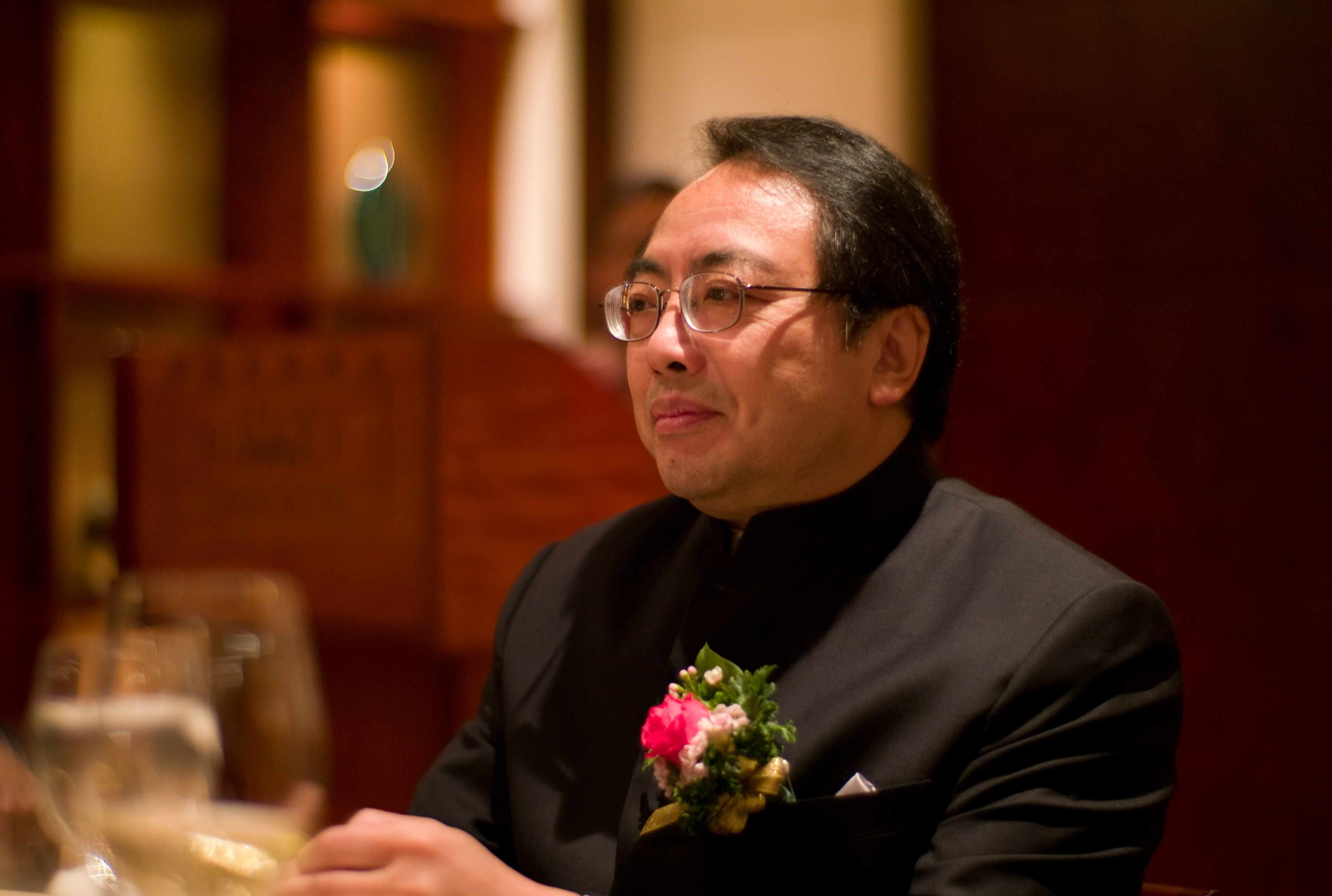
Tsui Lap-Chee, 2008

Tsui Lap-Chee, OC, O.Ont (chinesisch 徐立之, Pinyin Xú Lìzhī, Jyutping Ceoi4 Lap6zi1; * 31. Dezember 1950 in Shanghai) ist ein chinesisch-kanadischer Forscher auf dem Gebiet der Genetik, er war von 2002 bis 2014 Präsident und Vize-Kanzler der Universität Hongkong.

## Biografie
Tsui wurde in der Volksrepublik China geboren und studierte in Hongkong am New Asia College, einem der drei Gründungscolleges der Chinesischen Universität Hongkong, wo er die akademischen Grade Bachelor (1972) und Master (1974) erlangte. Zur Promotion in Biologie begab er sich in die USA. Dort wurde sein Interesse an der Genetik geweckt. Schließlich emigrierte er nach Kanada, wo er eine Stelle an einem Kinderkrankenhaus in Toronto und eine Stelle als Professor an der University of Toronto für Molekular- und medizinische Genetik erlangen konnte. Gemeinsam mit Francis Collins von der University of Michigan begann er die genetischen Ursachen der Mukoviszidose zu erforschen und konnte 1989 das bei Mukoviszidose defekte CFTR-Gen lokalisieren.
1990 wurde Tsui mit einem Gairdner Foundation International Award ausgezeichnet, 2004 in die National Academy of Sciences gewählt. 2012 wurde er in die Canadian Medical Hall of Fame aufgenommen. Für 2018 wurde ihm der Warren Alpert Foundation Prize zugesprochen.